# Vincent Vermeij
Vincent Vermeij (Amstelveen, 9 de agosto de 1994) es un futbolista neerlandés que juega como delantero en el Dinamo Dresde de la 2. Bundesliga.

## Trayectoria

### AFC Ajax
Vincent Vermeij nació y creció en Blaricum, lugar en el que empezó a jugar con el HSV De Zuidvogels. En 2012 se unió a las categorías inferiores del AFC Ajax, firmó su primer contrato como profesional el 4 de julio de 2013. Firmó por un año, hasta el 30 de junio de 2014.
Vincent se unió al equipo de reservas del Ajax, el Jong Ajax, de la Eerste Divisie, la segunda división profesional del fútbol holandés. Hizo su debut con el Jong Ajax en la temporada regular contra el MVV Maastricht el 17 de agosto de 2013.  El partido acabó 1-0, siendo derrotados por el equipo rival. Anotó su primer gol como profesional con el Jong Ajax en su segunda aparición en un partido contra el Jong Twente el 30 de agosto de 2013, marcando en el minuto 38', consiguiendo ganar ese partido por 2-1, en casa.

### De Graafschap
El 31 de enero del año 2014 fue anunciado el traspaso de Vincent Vermeij al De Graafschap. Firmó un contrato por dos años y medio con su nuevo club. Participó en 17 ocasiones en el Jong Ajax marcando tres goles, antes de cambiar de aires. Marcó su primer gol con el De Graafschap el 7 de febrero de 2014 jugando contra FC Oss. El partido acabó en empate, 2-2.